# Obsessió (Star Trek)
"Obsessió" (títol original en anglès "Obsession") és el tretzè episodi de la segona temporada de la sèrie de televisió de ciència-ficció estatunidenca Star Trek. Escrit per Art Wallace i dirigit per Ralph Senensky, es va emetre originalment el 15 de desembre de 1967.
En l'episodi, el capità Kirk esdevé obsessionat per matar una entitat mortal semblant a un núvol. Fa onze anys, Kirk va sentir que tenia l'oportunitat de matar la criatura quan va atacar la seva tripulació.
L'alferes Garrovick reapareixeria més tard a l'episodi "All the World's a Stage" de Star Trek: Prodigy.

## Argument
Durant una prospecció planetària de l'Argus 10 realitzada per un equip de la Federació de la nau estel·lar USS Enterprise, el capità Kirk sent una olor i envia l'equip de seguretat de tres homes a trobar la font, ordenant-los que disparin immediatament si veuen una criatura gasosa. L'ésser apareix i ataca a dos dels membres de l'equip de seguretat però l'alferes Rizzo desobeeix l'ordre de Kirk i no dispara el seu faser; Encara que Kirk torna a ordenar a Rizzo que dispari, ell es queda allà i també és atacat, però és l'únic supervivent, morint a l'infermeria després de ser retornat a la nau. La sang de les tres víctimes és drenada d'hemoglobina. Tement que l'assassí sigui una entitat gasosa que s'havia trobat fa onze anys mentre servia a bord de l'USS Farragut, Kirk descuida una cita per lliurar un antiviral per a Theta 7 a l'USS Yorktown per caçar la criatura. Mentre que la tripulació de l' Enterprise no troba la criatura utilitzant els sensors de la nau, Kirk envia un segon grup de desembarcament amb cinc agents de seguretat i ell mateix, avisant novament als homes que disparin faser. Aquesta vegada en Garrovick dispara segons l'ordre, però només després de dubtar quan la criatura ataca. Drena l'hemoglobina de dos membres més de la tripulació, els altres estan amb el capità Kirk. De tornada a la nau, quan en Kirk s'assabenta que l'oficial de seguretat Garrovick va dubtar a disparar el seu faser sobre la criatura, allibera l'ensenya de les seves funcions i el limita a caserna.
El director mèdic Dr. McCoy, després d'haver revisat els registres de la trobada anterior de Kirk, s'enfronta al capità per la seva obsessió amb la criatura gasosa Di-Kironium; com a jove tinent, Kirk havia dubtat a disparar el seu propi faser contra la criatura, que posteriorment va matar la meitat de la tripulació del Farragut, inclòs el pare de Garrovick, que era el capità d'aquella nau. i el primer comandant de servei de Kirk. Encara que se'ls va elogiar la valentia, Kirk continua culpant-se de les seves morts. Kirk sosté que la criatura representa una amenaça urgent fins i tot cridant a l'alferes Chekov.
L'alferes Chekov interromp una discussió que tenen en Spock i McCoy amb Kirk a la seva habitació sobre la seva obsessió amb la criatura, per informar que la criatura núvol s'està allunyant del planeta.
L' Enterprise persegueix la criatura a la seva màxima deformació 8 però després es redueix a la deformació 6 fins que gira i avança a la nau. Kirk ordena que el faser i les armes torpede fotònic de la nau disparin, cap de les quals té efecte. Aleshores, la criatura passa pels escuts i entra al sistema de ventilació de la nau. Spock li indica a Kirk que, com que a la criatura no se li pot fer mal amb armes convencionals, el capità no té res a lamentar de la seva trobada anterior. Decidit a combatre aquesta reacció de culpa humana il·lògica, Spock intenta convèncer a Garrovick que no va fer res dolent, quan la criatura emergeix per una ventilació danyada a l'habitació de Garrovick. Spock, després d'obligar a Garrovick a marxar, intenta tancar-lo, i queda embolcallat, però la seva sang verda a base de coure la repel·leix. En adonar-se que ni ell ni Garrovick podrien haver fet mal a la criatura, Kirk ordena a l'alferes que torni al seu servei.
La criatura finalment abandona el vaixell. Creient que es dirigeix al sistema Tycho per engendrar, Kirk i Garrovick li envien amb una bomba d'antimatèria. Amb la criatura a punt d'envoltar-los, Kirk i Garrovick s'allunyen i la bomba explota, aniquilant l'entitat.
El tema d'aquest episodi és la culpa immerescuda.

## Doblatge al català
L’episodi va ser doblada al català pels estudis Tecni-3 (primera part) i Diálogo (segona part) i emés a TV3 l’any 1989.
| Personatge                | Actor/actriu     | Veu en català                      |
| ------------------------- | ---------------- | ---------------------------------- |
| James T. Kirk             | William Shatner  | Jordi Boixaderas                   |
| Spock                     | Leonard Nimoy    | Isidre Sola i Llop                 |
| Leonard McCoy             | DeForest Kelley  | Eduard Lluís Muntada               |
| Montgomery Scott 'Scotty' | James Doohan     | Joan Carles Gustems Domènec Farell |
| Nyota Uhura               | Nichelle Nichols | Glòria Roig Azucena Díaz           |
| Hikaru Sulu               | George Takei     | Jaume Nadal Enric Cusí             |
| Pavel Chekov              | Walter Koenig    | Quim Roca Pep Madern               |
| Christine Chapel          | Majel Barrett    | Ana Maria Mauri Rosa Gavin         |
| Alferes Garrovick         | Stephen Brooks   | Toni Sevilla                       |
| Rizzo                     | Jerry Ayres      | Joaquim Sota                       |
| Tinent Leslie             | Eddie Paskey     | Enric Isasi-Isasmendi              |

## Producció
L'escriptor, Art Wallace, va assenyalar que va basar la història en Moby Dick i l'escriptor de sèries D.C. Fontana va observar que tenia similituds amb l'episodi anterior, "La màquina del judici final".
Quan el director Ralph Senensky va marxar per observar la festa jueva de Iom Kippur, el productor John Meredyth Lucas va ocupar el seu lloc durant unes hores, fent d'aquest el seu debut com a director de la sèrie. Més tard, Lucas va dirigir "L'ordinador ultramodern", "Elaan de Troyius", i "Incident a l'Enterprise".
El "tinent Lesley" interpretat per l'actor habitual de Star Trek Eddie Paskey és assassinat en aquest episodi, però el seu personatge torna a aparèixer (i es fa referència pel seu nom) en molts episodis posteriors. Paskey era un dels principals extres de Star Trek i va aparèixer en gairebé tots els episodis, inclòs el segon pilot "On no ha anat mai cap home", fins que va deixar la sèrie a mitjans de la tercera temporada.

## Recepció
Zack Handlen de The A.V. Club va donar a l'episodi una qualificació "B" dient que Garrovick no és important per als espectadors perquè aquest és l'únic episodi en què el veiem, i que l'"obsessió" de Kirk és un bon defecte per veure'l d'una altra manera com a personatge massa perfeccionista.
El 2014, Gizmodo va classificar "Obsessió" com el 43è millor episodi de Star Trek, dels més de 700 fets en aquell moment. Assenyalen que mostra els perills d'un capità fora de control i que Kirk s'ha obsessionat per venjar-se en aquest episodi.
L'any 2009, GameRadar+ va assenyalar aquest episodi per la mort de tripulants durant la missió de sortida a la superfície del planeta.
El 2019, Nerdist va incloure aquest episodi a la seva guia de marató de sèries "El millor de Kirk".